# Liste der Handfeuerwaffen/L
Übersicht im Referenzwerk zu "Handfeuerwaffen L - LZA"

## L#…
- L1 A1 Selbstladegewehr, 7,62 mm
- L2A1 Selbstladegewehr
- L2A1 Maschinenpistole (Sterling)
  - L2A2 Maschinenpistole
  - L2A3 Maschinenpistole
- L3A1 .30 cal Browning M1919A4
  - L3A2 .30 cal Browning M1919A4
  - L3A3 .30 cal Browning M1919A4
  - L3A4 .30 cal Browning M1919A4
- L4A1 7,62 mm Bren lMG
  - L4A2 7,62 mm Bren lMG
  - L4A3 7,62 mm Bren lMG
  - L4A4 7,62 mm Bren lMG
  - L4A5 7,62 mm Bren lMG
  - L4A6 7,62 mm Bren lMG
  - L4A9 7,62 mm Bren lMG
- L6A1 12,7 mm
- L7A1 7,62 mm
  - L7A2 7,62 mm
- L8A1 7,62 mm
  - L8A2 7,62 mm
- L9A1 9 mm Pistole
- L11A1 9 mm
- L11A1 12,7 mm
- L17A1 H&K AG-C
  - L17A2 H&K AG36
- L19A1 7,62 mm L7
- L20A1 7,62 mm L7
  - L20A2 7,62 mm L7
- L22A1 SA80A2K (SA80 (Small Arms for the 80s) ist die Bezeichnung für eine Serie von Gewehren)
- L29A1 .22 Trainer
  - L29A2 .22 Sportco Model 71S Trainer
- L32A1 FN Browning „Riot Gun“
- L34A1 9 mm Maschinenpistole
- L37A1 7,62 mm L7
  - L37A2 7,62 mm L7
- L39A1 7,62 mm
- L40A1 12,7 mm
- L42A1 7,62 mm Scharfschützengewehr
- L43A1 7,62 mm
- L44A1 7,62 mm
- L47A1 7,65 mm Pistole, Walther PP, Manuhrin, Frankreich.
- L48A1 37 mm „Riot Gun“ Granatwerfer.
- L48A2 37 mm „Riot Gun“
- L50A1 (Sten Mk II)
- L51A1 (Sten Mk III)
- L52A1 (Sten Mk V)
- L66A1 Frankreich - Selbstladepistole, Walther, Manuhrin, .22lfB
- L67A1 37 mm „Riot Gun“
- L74A1 Repetierflinte Kaliber 12 „Riot Gun“
- L80A1 H&K MP5K
- L81A1 7,62 mm
- L85A1 5,56 mm (SA 80)
  - L85A2 5,56 mm (SA 80A2)
- L86A1 5,56 mm
  - L86A2 5,56 mm
- L90A1 H&K MP5KA1
- L91A1 H&K MP5SD3
- L92A1 H&K MP5A3
- L94A1 7,62 mm
- L95A1 7,62 mm
- L96A1 7,62 mm Scharfschützengewehr, Hersteller Accuracy International Ltd
- L98A1 5,56 mm
- L100A1 H&K G3K
- L101A1 H&K HK53A3
- L102A1 Selbstladepistole(Walther P5 Compact)
- L105A1 SIG Sauer P226
- L106A1 SIG Sauer P226
- L107A1 SIG Sauer P228
- L108A1 FN Minimi
  - L110A1 FN Minimi Para
- L111A1 M2HB QCB
- L115A1 .338 Lapua Accuracy International AWM Scharfschützengewehr
- L118A1 7,62 mm NATO Accuracy International AW Scharfschützengewehr
- L119A1 5,56 mm Diemaco „Special Forces Weapon“

## LA…
- LaFrance M14K
- LaFrance M16K .45
- LaFrance M16K 5,56 mm
- LaFrance M1911-SD
- Lahti-KP M-22 Prototype (Finnland)
- Lahti L-35 (Finnland – Selbstladepistole – 9 × 19 mm)
- Lahti L-39, Lahti-Saloranta 20 × 138 mm Panzerbüchse, (Finnland – Selbstladegewehr)
- Lahti-Saloranta M-26 (Finland – lMG – 7,62 × 54 mm R)
- Lanchester Mk 1 (UK – MP – 9 × 19 mm)
- LAPA CA M 2
- LAPA FA-03 (Fusil de Asalto 03)
- LAPA SM-03 (Submetralhadora 03)
- LAR Grizzly Big Boar (Bullpup, 12,7 × 99 mm NATO)
- LAR Grizzly Win Mag (Pistole, 1911er-Derivat, Kaliber: .357 Mag., .45 ACP, .45 Win. Mag. und weitere)
- LaserAim Model 4

## LC…
- LCZ B10
- LCZ B20

## Lee Enfield
- Lee-Enfield
  - Lee Enfield No 4 Mk 1
  - Lee Enfield No 5 Jungle Carbine
- Lee-Metford

## LE…
- Le Francais pistol 7,65 × 17 mm / .32 ACP
- Le Protector
- Leader Dynamics Series T2 MK5 (Australien - Sturmgewehr - 5,56 mm NATO)
- Lebel Modell 1886
- LeMat Percussion Revolver
- Lewis 1914 Machine Gun

## LI…
- Liberator Pistol
- Lightweight Small Arms Technologies
- Lithgow Owen

## LJ…
- Automatgevär m/42 (Schweden – Selbstladegewehr – 6,5 × 55 mm)

## LK…
- LK vz.26 (Tschechien – lMG)

## Luger
- Luger Carbine 7,65 mm
- Luger DA 90
- Luger GL 1907
- Luger P08

## LW – Leitner-Wise
- Leitner-Wise LW 15,499
- Leitner-Wise LW 5,56C-P
- Leitner-Wise LW 5,56K-P
- Leitner-Wise LW 15,22
- Leitner-Wise LW 15S CAW
- Leitner-Wise LW 70 S